# Bupleurum sibiricum
Bupleurum sibiricum är en flockblommig växtart som beskrevs av Lorenz Chrysanth von Vest och Schult.. Bupleurum sibiricum ingår i släktet harörter, och familjen flockblommiga växter.

## Underarter
Arten delas in i följande underarter:
- B. s. jeholense
- B. s. sibiricum